# Нільс Лісс
Нільс Лісс (24 серпня 1996) — швейцарський плавець. Учасник Чемпіонату світу з водних видів спорту 2017, де в попередніх запливах на дистанції 200 метрів вільним стилем посів 3-те місце і не потрапив до півфіналу.